# Richard Löwenbein
Richard Löwenbein est un réalisateur autrichien né le 29 juin 1894 à Vienne en Autriche et mort à Auschwitz en septembre 1943.

## Filmographie partielle
- 1915 : Marionetten
- 1921 : Die Amazone (en)
- 1922 : Die Asphaltrose (en)
- 1922 : Das Feuerschiff (en)
- 1922 : Das goldene Netz (en)
- 1926 : Der Jüngling aus der Konfektion (en)
- 1928 : Die tolle Komtess (en)
- 1928 : Voleurs de jeunesse (Mädchenschicksale)
- 1929 : Verirrte Jugend (en)
- 1930 : Zärtlichkeit